# Air Luxor
Air Luxor foi uma companhia aérea com sede na Praça Luxor em Lisboa, Portugal, que operou uma série de rotas aéreas a partir do Aeroporto da Portela, na capital portuguesa entre 1988 e 2006. 
As operações da companhia localizavam-se no Edifício C1 e no Hangar 7 do Delta Park, uma área do Aeroporto da Portela.